# Saint-Parize-en-Viry
Saint-Parize-en-Viry ist eine französische Gemeinde mit 139 Einwohnern (Stand 1. Januar 2022) im Département Nièvre in der Region Bourgogne-Franche-Comté (vor 2016 Bourgogne). Sie gehört zum Arrondissement Nevers und zum Kanton Saint-Pierre-le-Moûtier.

## Geographie
Saint-Parize-en-Viry liegt etwa 37 Kilometer südöstlich von Nevers. Das Gemeindegebiet wird vom Flüsschen Dornette durchquert. Umgeben wird Saint-Parize-en-Viry von den Nachbargemeinden Avril-sur-Loire im Norden, Saint-Germain-Chassenay im Norden und Nordosten, Toury-Lurcy im Osten und Südosten, Dornes im Süden und Westen sowie Neuville-lès-Decize im Westen und Nordwesten.

## Bevölkerungsentwicklung
| Jahr                       | 1962 | 1968 | 1975 | 1982 | 1990 | 1999 | 2006 | 2013 | 2020 |
| Einwohner                  | 219  | 235  | 184  | 181  | 196  | 154  | 156  | 182  | 142  |
| Quellen: Cassini und INSEE |      |      |      |      |      |      |      |      |      |

## Sehenswürdigkeiten
- Kapelle von Montempuy
- Schloss Les Maillets